# Britwell
Britwell est une paroisse civile du Berkshire, en Angleterre.
Sa population était de 9 376 habitants en 2011.